# エドウィン・ウール

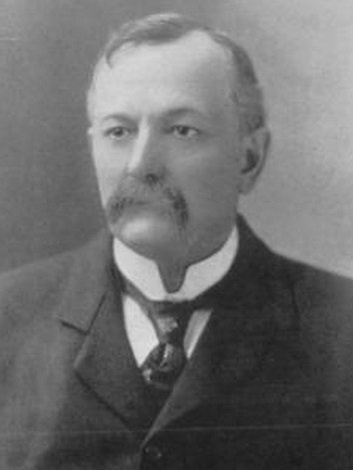
エドウィン・ウール

エドウィン・フラー・ウール（Edwin Fuller Uhl, 1841年8月14日 - 1901年5月17日）は、アメリカ合衆国の弁護士、政治家。ミシガン州グランドラピッズ市長、駐ドイツ大使、アメリカ合衆国国務次官補、およびアメリカ合衆国国務長官代行を務めた。

## 生涯
1841年8月14日、ウールはニューヨーク州ラッシュにおいて、デイヴィッド・ウール (David Uhl) とキャサリン・デ・ガーモ (Catherine De Garmo) の息子として誕生した。ウールは1844年に家族とともにミシガン州イプシランティ近郊の農場に移住した。ウールは1862年にミシガン大学を卒業し、翌1863年に同大学から修士号を授与された。ウールは法律を学び、1864年1月にミシガン州から弁護士として認可を受け、弁護士業を開業した。ウールは弁護士業を単独で創業したが、その後は協同経営の体制で弁護士業を30年間務めた。
1865年5月1日、ウールはミシガン州イプシランティ市長ベンジャミン・フォレットの娘のアリス・フォレット (Alice Follett) と結婚した。2人の間には、ルーシー・フォレット (Lucy Follett)、デイヴィッド・エドウィン (David Edwin)、アリス・エドウィナ (Alice Edwina)、およびマーシャル・モーティマー (Marshall Mortimer) の4人の子供が生まれた。
1870年、ウールはミシガン州ウォッシュトノー郡の地方検察官に選出され、同職を2年間務めた。1876年、ウールとその家族はミシガン州グランドラピッズに移り住んだ。1881年、ウールはグランドラピッズ国立銀行の総裁となった。ウールは1893年に総裁職を退いたが、1897年に再び総裁職に復帰した。またウールはグランドラピッズ弁護士協会の会長を1期務めた。1890年、ウールはグランドラピッズ市長に選出され、同職を2年間務めた。
1893年、ウールはアメリカ合衆国国務次官補に指名され、ワシントンD.C.に移った。ウールはグロバー・クリーブランド政権において、1895年5月28日から6月9日まで、国務長官代行を務めた。1895年、ウールは合衆国政府の依頼により、ヨーロッパ各国の領事館の査察を実施した。
国務次官補退任後の1896年、ウールは駐ドイツ大使に任命され、1897年まで同職を務めた。その後ウールはグランドラピッズへ帰郷し、4年後に死去するまで弁護士業を続けた。
1901年、ウールはミシガン州グランドラピッズで死去した。ウールの遺体はミシガン州イプシランティのハイランド墓地に埋葬された。
| 公職                        | 公職                                                             | 公職                                      |
| --------------------------- | ---------------------------------------------------------------- | ----------------------------------------- |
| 先代 ジョン・キリーン       | ミシガン州グランドラピッズ市長 1890年 - 1891年                   | 次代 ウィリアム・スチュアート             |
| 先代 ジョサイア・クィンシー | アメリカ合衆国国務次官補 1893年11月1日 - 1896年2月11日           | 次代 ウィリアム・ウッドヴィル・ロックヒル |
| 先代 セオドア・ラニョン     | ドイツ駐在アメリカ合衆国特命全権大使 1896年5月3日 - 1897年6月8日 | 次代 アンドリュー・ディクソン・ホワイト   |